# Marvin Rainwater
Pour les articles homonymes, voir Rainwater.
Marvin Rainwater, né le 2 juillet 1925 à Wichita dans le Kansas et mort le 17 septembre 2013 (à 88 ans) à Minneapolis dans le Minnesota, est un chanteur et auteur-compositeur de musique country et de rockabilly américain, essentiellement connu dans les années 1950 pour ses tubes Gonna Find Me a Bluebird et Whole Lotta Woman, ce dernier figurant en première place des charts britanniques.

## Biographie

### Les débuts (1950-1955)
De son nom complet Marvin Karlton Rainwater, il est d'origine Cherokee, ce qui le conduit à porter fréquemment des tenues amérindiennes en concert. Il naît et grandit sous la Grande Dépression. À la suite d'un accident du travail survenu durant l'adolescence, il perd l'usage de son pouce droit, ce qui ne l'empêche nullement de suivre des leçons de piano. Après avoir envisagé une carrière de vétérinaire, il revient à la musique après avoir servi dans la Navy pendant la Seconde Guerre mondiale.
Prenant Roy Acuff pour modèle, il se met à écrire et à composer des chansons. Il se produit en concert avec ses frères en Virginie, portant une veste en peau de daim et un bandeau sur la tête pour rendre hommage à ses origines amérindiennes. La chanteuse pop Teresa Brewer fait de l'une de ses compositions, I Gotta Go Get My Baby, un véritable hit . Mais c'est en se produisant lors du programme radiophonique d'Arthur Godfrey que sa carrière d'artiste se lance véritablement. Il remporte la première place du show de variété Godfrey's Talent Scouts, le 9 mai 1955. La même année, il bénéficie d'une présence régulière sur le spectacle télévisé Ozark's Jubilee à Springfield, dans le Missouri. Il signe un contrat avec le label MGM Records à la même période.

### L'apogée (1955-1960)
Dans la seconde moitié des années 1950, Marvin Rainwater est l'un des artistes country les plus en vogue, rendu célèbre par sa voix de baryton et son apparence vestimentaire.
L'une de ses premières et plus célèbres compositions est la chanson Gonna Find Me a Bluebird, publiée en 1957 et se hissant à la cinquième place des charts de country. Vendue à un million d'exemplaires, elle permet à Rainwater d'obtenir son premier Gold record. Fort de ce succès, Marvin s'établit sur la côte est des États-Unis, à proximité de New York. La chanson The Majesty of Love, en duo avec Connie Francis, publiée la même année, se solde par la vente d'un million d'exemplaires supplémentaires. De nouveaux singles s'enchaînent, dont Whole Lotta Woman, qui se hisse à la première place des charts britannique et conserve ce statut trois semaines durant, en avril et mai 1958. Un autre single, I Dig You Baby, se distingue en Grande-Bretagne, et atteint la neuvième place des charts en juin 1958.
Marvin Rainwater consacre les dernières années de la décennie 1950 à enchaîner les tournées. En 1959, il remporte trois nouveaux golden records pour les titres My Love Is Real, My Brand Of Blues et Half Breed, dont les ventes franchissent à nouveau la barre du million d'exemplaires.
Au début des années 1960, sa voix décline et le pousse à rompre son contrat avec MGM Records en 1960. Il ralentit sa carrière afin de reposer sa voix, tout en se prêtant à des sessions d'enregistrement pour le label britannique Warwick Records, sans renouer avec le succès. Après avoir participé à de nouveaux enregistrements pour les labels United Artists, Warner Bros et Sonet Records, il décide de créer son propre label, Brave Records

### Fin de carrière (1970-2014)
Il est atteint d'un cancer de la gorge au début des années 1970, dont il guérit. Il déménage à Aitkin dans le Minnesota et apparaît de manière sporadique dans des festivals européens de musique country où il bénéficie de la présence et du soutien de ses fans.
Marvin Rainwater s'éteint le 17 septembre 2013 à Minneapolis. Marié deux fois, il était père de cinq enfants : Jimmy et Judi de sa première union et Lora, Lee et Barbie, de son remariage.
La chanson Gamblin' Man, écrite et composée par Marvin, est reprise par Mike Ness sur l'album Under the Influences, sorti en 1999.
Marvin Rainwater figure au Rockabilly Hall of Fame.

## Discographie

### Singles
- 1957 : Gonna Find Me a Bluebird, N°3 des charts de country américains
- 1957 : So You Think You've Got Troubles
- 1957 : The Majesty of Love (avec Connie Francis)
- 1958 : Whole Lotta Woman, N°1 des charts britanniques
- 1958 : I Dig You Baby
- 1958 : Nothin' Needs Nothin' (Like I Need You)
- 1959 : Half-Breed
- 1961 : I Can't Forget

### Albums
- 1957 : Songs By Marvin Rainwater
- 1958 : Sings With A Heart - With A Beat
- 1960 : Sing for You
- 1962 : Gonna Find Me A Bluebird
- 1963 : Marvin Rainwater
- 1985 : Rockin' Rollin
- 1970 : Country's Favorite Singer
- 1972 : Gets Country Fever